# Юнак (Болгарія)
Юна́к (болг. Юнак) — село у Варненській області Болгарії. Входить до складу общини Аврен.

## Населення
За даними перепису населення 2011 року у селі проживали 123 особи.
Національний склад населення села:
| Національність   | Кількість осіб | Відсоток |
| ---------------- | -------------- | -------- |
| болгари          | 114            | 97,4%    |
| турки            | 0              | 0%       |
| цигани           | 0              | 0%       |
| інша             | 3              | 2,6%     |
| не визначились   | 0              | 0%       |
| Всього відповіли | 117            |          |

Розподіл населення за віком у 2011 році:
Динаміка населення: